# سیارک ۲۲۷۳۲
سیارک ۲۲۷۳۲ (به انگلیسی: 22732 Jakpor، نامگذاری:1998SZ122) بیست و دو هزار و هفتصد و سی و دومین سیارک کشف شده‌است که در ۲۶ سپتامبر ۱۹۹۸ کشف شد.
قدر مطلق سیارک برابر ۱۸.۶ است.